# العلاقات التنزانية المالطية
العلاقات التنزانية المالطية هي العلاقات الثنائية التي تجمع بين تنزانيا ومالطا.

## مقارنة بين البلدين
هذه مقارنة عامة ومرجعية للدولتين:
| وجه المقارنة                                              | تنزانيا                        | مالطا                                                     |
| --------------------------------------------------------- | ------------------------------ | --------------------------------------------------------- |
| المساحة (كم2)                                             | 947.30 ألف                     | 316                                                       |
| عدد السكان (نسمة)                                         | 57.31 مليون                    | 465.29 ألف                                                |
| الكثافة السكانية (ن./كم²)                                 | 60.5                           | 147.24 ألف                                                |
| العاصمة                                                   | دودوما                         | فاليتا                                                    |
| اللغة الرسمية                                             | اللغة السواحلية، لغة إنجليزية  | اللغة المالطية، لغة إنجليزية                              |
| العملة                                                    | شيلينغ تانزاني                 | يورو، ليرة مالطية                                         |
| الناتج المحلي الإجمالي (بليون دولار)                      | 52.09 مليار                    | 12.54 مليار                                               |
| الناتج المحلي الإجمالي (تعادل القوة الشرائية) بليون دولار | 138.73 مليار                   | 14.68 مليار                                               |
| الناتج المحلي الإجمالي الاسمي للفرد دولار أمريكي          | 878                            | 22.60 ألف                                                 |
| الناتج المحلي الإجمالي للفرد دولار أمريكي                 | 2.54 ألف                       |                                                           |
| مؤشر التنمية البشرية                                      | 0.521                          | 0.839                                                     |
| رمز المكالمات الدولي                                      | +255                           | +356                                                      |
| رمز الإنترنت                                              | .tz                            | .mt                                                       |
| المنطقة الزمنية                                           | ت ع م+03:00، توقيت شرق أفريقيا | توقيت وسط أوروبا، ت ع م+01:00، ت ع م+02:00، أوروبا/مالطا ‏ |

## منظمات دولية مشتركة
يشترك البلدان في عضوية مجموعة من المنظمات الدولية، منها:
| علم المنظمة | اسم المنظمة                               | تاريخ انضمام تنزانيا | تاريخ انضمام مالطا |
| ----------- | ----------------------------------------- | -------------------- | ------------------ |
|             | يونسكو                                    | 6 مارس 1962          | 10 فبراير 1965     |
|             | وكالة ضمان الاستثمار متعدد الأطراف        | 19 يونيو 1992        | 12 سبتمبر 1990     |
|             | الأمم المتحدة                             | 14 ديسمبر 1961       | 1 ديسمبر 1964      |
|             | دول الكومنولث                             | 9 ديسمبر 1961        | ?                  |
|             | الاتحاد البريدي العالمي                   | ?                    | ?                  |
|             | البنك الدولي للإنشاء والتعمير             | 10 سبتمبر 1962       | 26 سبتمبر 1983     |
|             | الاتحاد الدولي للاتصالات                  | 31 أكتوبر 1962       | 1965               |
|             | منظمة حظر الأسلحة الكيميائية              | ?                    | ?                  |
|             | مؤسسة التمويل الدولية                     | 10 سبتمبر 1962       | 1 يونيو 2005       |
|             | المركز الدولي لتسوية المنازعات الاستشارية | 17 يونيو 1992        | 3 ديسمبر 2003      |
|             | منظمة التجارة العالمية                    | 1995                 | ?                  |
|             | منظمة الشرطة الجنائية الدولية             | ?                    | ?                  |

## وصلات خارجية
- موقع وزارة الخارجية التنزانية
- موقع وزارة الخارجية المالطية